# Lindneromyia acuminata
Lindneromyia acuminata är en tvåvingeart som först beskrevs av Tonnoir 1925.  Lindneromyia acuminata ingår i släktet Lindneromyia och familjen svampflugor. Inga underarter finns listade i Catalogue of Life.